# Ischnobathra
Ischnobathra là một chi bướm đêm thuộc họ Cosmopterigidae.